# Manuel Alonso Martínez

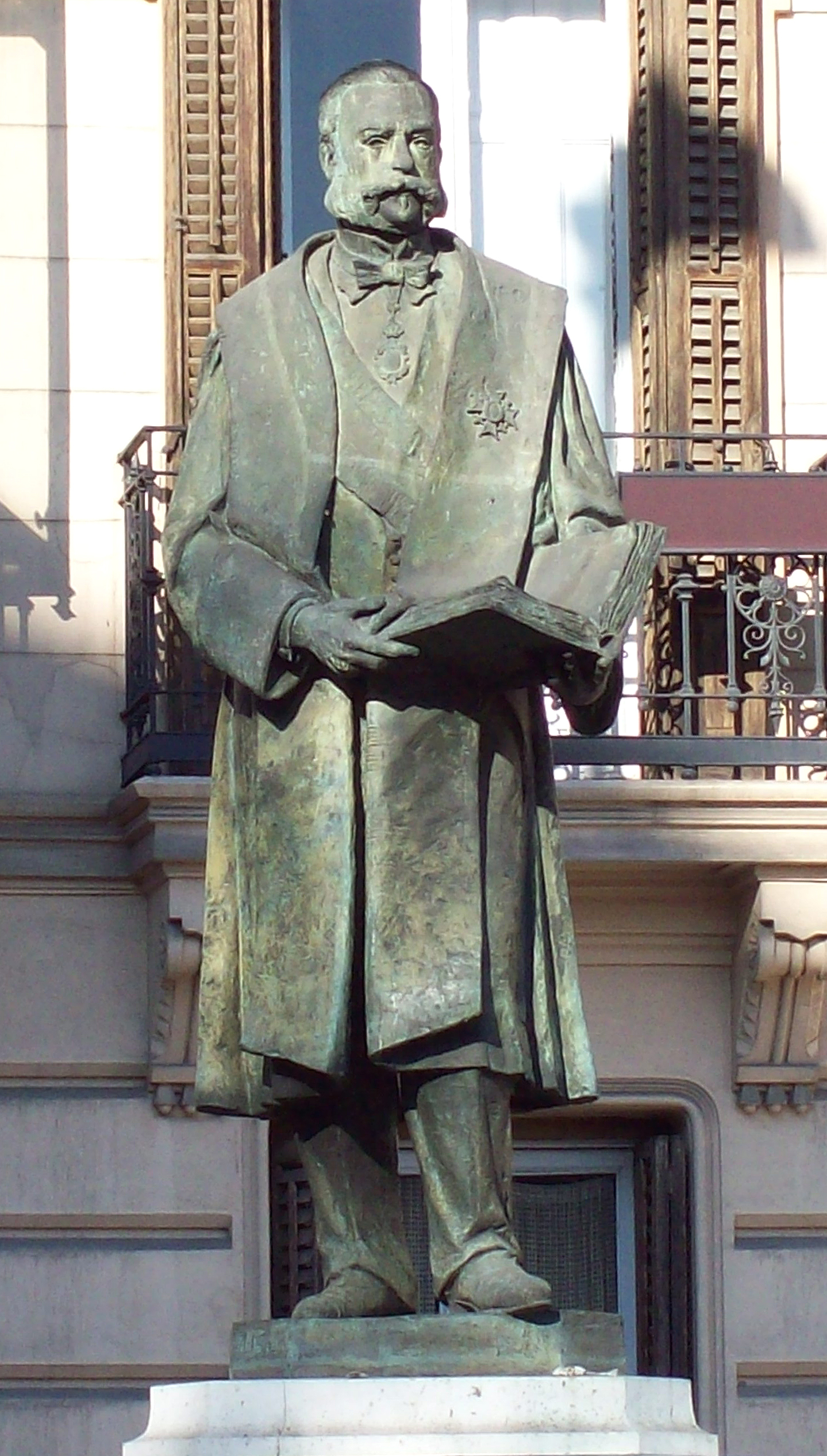
Monument a Alonso Martínez a Madrid (J.L. Parés, 1994)

Manuel Alonso Martínez (Burgos, 1 de gener de 1827 - Madrid, 13 de gener de 1891) va ser un jurista i polític espanyol.

## Biografia
Va cursar els estudis de Dret i Filosofia i Lletres a Madrid. Va exercir com advocat a la seva ciutat natal fins que durant el Bienni Progressista és elegit Diputat per la província de Burgos. De 1855 a 1856 és nomenat ministre de Foment sota el govern d'Espartero, destacant la seva tasca en el finançament del Canal d'Isabel II. Amb la creació de la Unió Liberal de Leopoldo O'Donnell s'uneix amb ell el 1857 sent Governador Civil de Madrid. De 1865 a 1866 és Ministre d'Hisenda durant la decadència dels governs liberals i abans del Sexenni Democràtic.
Apartat de la vida política, a 1869 és elegit President de la Reial Acadèmia de Jurisprudència i Legislació i va dedicar el seu temps a la tasca com a jurista i escriptor. El 1875 és nomenat President de la Comissió que haurà de redactar el projecte de Constitució de 1876 després de la Restauració borbònica en la persona d'Alfons XII, al mateix temps que prossegueix els seus treballs jurídics participant activament en la codificació del Dret Civil. El Codi Civil espanyol és considerat com un dels seus èxits més importants.
El 1881 és nomenat ministre de Gràcia i Justícia sota la Presidència de Práxedes Mateo Sagasta. El 1890 és, finalment, elegit President del Congrés dels Diputats. A la seva mort, la seva vídua, Demetria Martín y Baraya, va ser distingida amb el títol de marquès d'Alonso Martínez, sent l'actual titular d'aquest Manuel Alonso-Martínez Grisone, IV marqués d'Alonso Martínez.
Alonso Martínez va gaudir de la confiança d'Isabel II, d'Alfons XII i de la Reina Regent Maria Cristina d'Habsburg. El seu bufet va ser durant dècades un dels més prestigiosos d'Espanya i va ser el principal impulsor de la carrera política del seu gendre el Comte de Romanones.

## Ideologia
Encara que pertanyia al moviment liberal, Alonso Martínez va destacar per conviccions més pròpies de l'Antic Règim. Convençut que portar a l'extrem les llibertats individuals dels homes podia portar a situacions caòtiques, creia en la societat organitzada jeràrquicament. Mantenia el discurs aristotèlic i s'enfrontava, no només a qualsevol teoria socialista, sinó també al pensament krausista.